# Бажутин, Борис Николаевич
Борис Николаевич Бажутин (7 июня 1924, Ижевск — 14 февраля 1996, там же) — передовик промышленного производства, Герой Социалистического Труда (1971), участник Великой Отечественной войны.
Борис Николаевич после Великой Отечественной войны в 1946—1985 годах работал на Ижевском мотозаводе слесарь-инструментальщик высшей квалификации. Работая с личным клеймом, регулярно выполнял задания изменения на 140—150 %. Мастер — наладчик научил своей профессии 20 молодых рабочих.
Избирался депутатом Верховного Совета Удмуртской АССР в 1980 году, был членом РК, ГК и ОК КПСС. Награждён орденом Ленина, многими медалями. Имя Бориса Николаевича занесено в Почетную книгу трудовой славы и героизма Удмуртской АССР.
Похоронен на Хохряковском кладбище г.Ижевска.